# Pedro de Calabria
Pedro de Calabria (Valladolid, c. 1677 - Madrid, 1738) est un peintre et graveur espagnol actif entre 1712 et 1725.

## Biographie
Pedro de Calabria est élève de Luca Giordano qu'il seconde lors de ses travaux à Madrid.
Il est spécialisé dans les tableaux de batailles navales.

## Œuvres

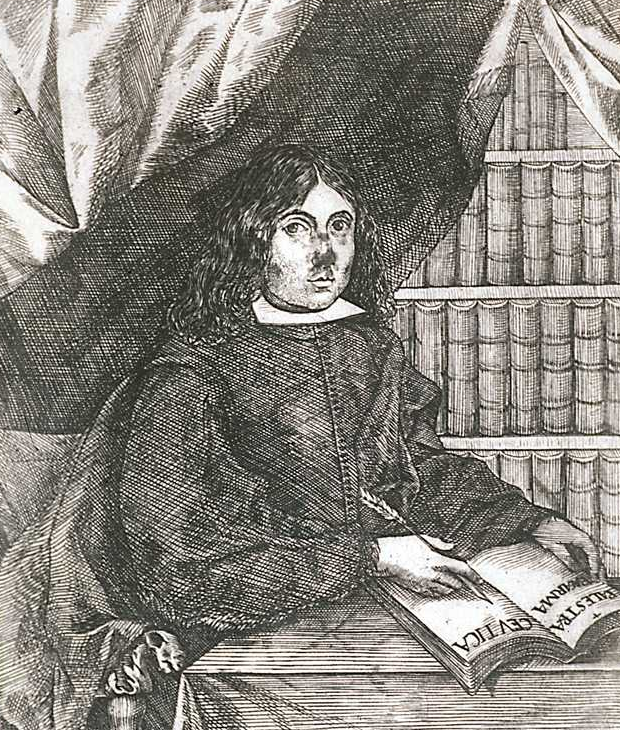
Portrait de l'apoticaire Félix Palacios (es), dessiné et gravé par Calabria.
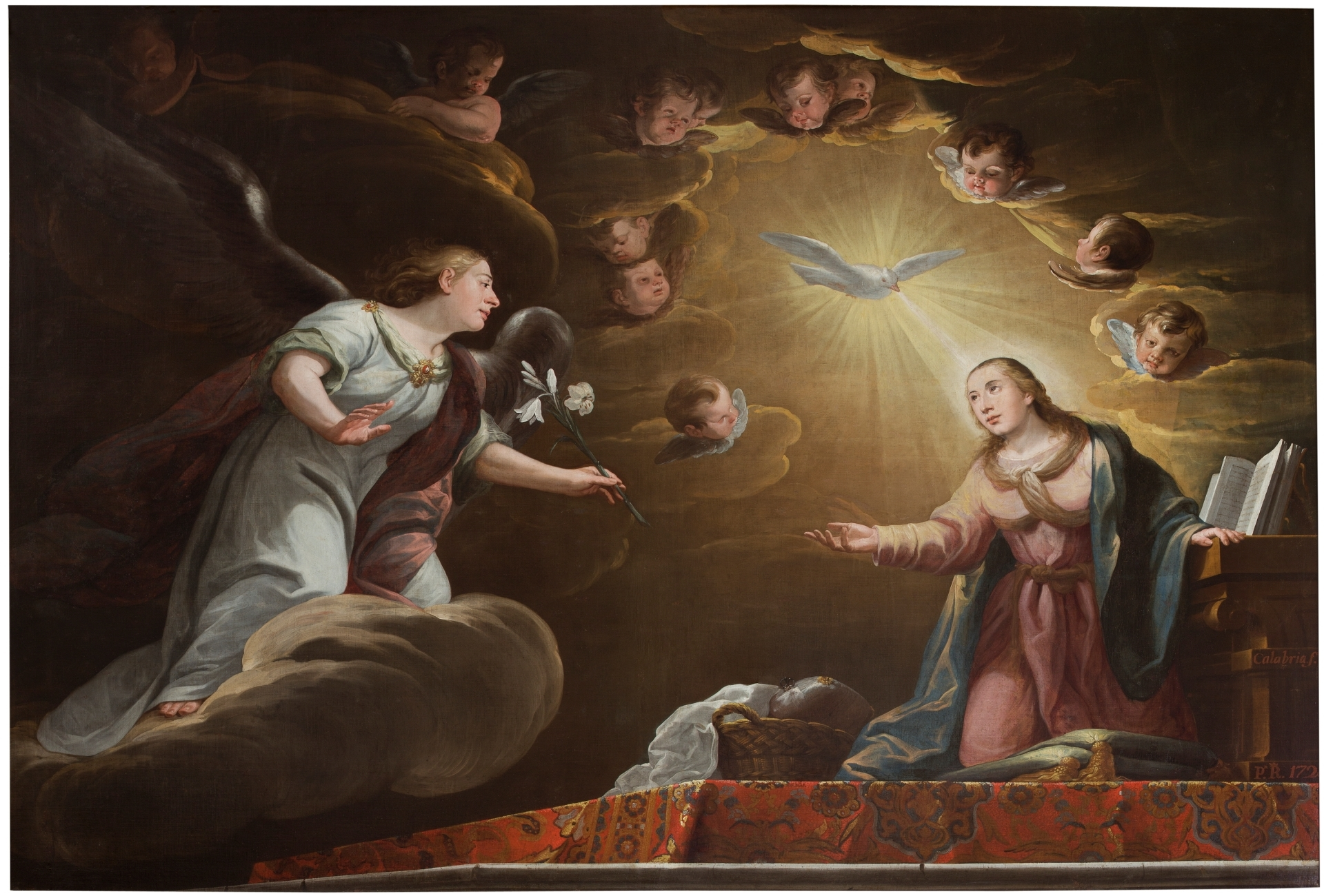
La Anunciación, huile sur toile, musée du Prado.